# Le Dernier Monde cannibale
Série Trilogie cannibale
Cannibal Holocaust
(1980)
Pour plus de détails, voir Fiche technique et Distribution.
Le Dernier Monde cannibale ou Les Derniers Survivants au Québec (Ultimo mondo cannibale), est un film d'épouvante cannibale italien réalisé par Ruggero Deodato et sorti en 1977.

## Synopsis
Sur l'île de Mindanao, en 1975, trois hommes et une femme échouent en avion. Attaqués par les indigènes, deux d'entre eux sont tués. Rowland et Harper s'enfuient. Le premier disparaît dans les rapides, le second est fait prisonnier par une tribu d'anthropophages.

## Fiche technique
- Titre français : Le Dernier Monde cannibale ou Horror Cannibal
- Titre québécois : Les Derniers Survivants
- Titre original italien : Ultimo mondo cannibale
- Réalisation : Ruggero Deodato, assisté de Lamberto Bava
- Scénario : Renzo Genta, Tito Carpi et Gianfranco Clerici
- Photographie : Marcello Masciocchi
- Musique : Ubaldo Continiello
- Montage : Daniele Alabiso
- Production : Erre Cinematographica
- Distribution : Audifilm (une sélection Paris - Inter Production)
- Pays de production :  Italie
- Langue originale : italien
- Genre : Film d'épouvante cannibale
- Durée : 90 minutes
- Date de sortie : 
  - Italie : 8 février 1977
  - France : 1er novembre 1978
- Film interdit aux moins de 18 ans lors de sa sortie en salle en France

## Distribution
- Massimo Foschi : Robert Harper
- Me Me Lai : Pulan
- Ivan Rassimov : Rolf
- Sheik Razak Shikur : Charlie
- Judy Rosly : Swan
- Suleiman : Native
- Shamsi : Native